# Proyecto Genográfico
El Proyecto Genográfico (The Genographic Project en inglés) se inició en abril del 2005 y consiste en un proyecto de investigación antropológico proyectado a cinco años, destinado a mapear las migraciones humanas en la historia. Para ello, el proyecto recolectará y analizará muestras de ADN humano de más de 100.000 personas  en todo el planeta. Se analizarán los marcadores genéticos existentes en los ADN mitocondriales y el cromosoma Y. En abril de 2011, contaba con más de 400.000 analizadas, hacia noviembre de 2019 se registran más de 1.000.000.
El proyecto cuenta con una financiación de más de 40 millones de dólares y es el resultado de una colaboración entre la National Geographic Society, IBM y la fundación Waitt Family Foundation.
Hasta ahora (marzo de 2006) el resultado más espectacular es la confirmación más contundente de varias hipótesis, tales como el origen principalmente africano de la humanidad y el poblamiento de América desde Asia. 

Homínidos distribuyen a través del tiempo. Los modelos de migración basados en estudios de ADN mitocondrial (matrilineal).

## Genographic 2.0
A finales de 2012 comenzó una nueva fase del proyecto, el Genographic Project 2.0. En este se analizan no solo los grupos de haplogrupos paterno y materno, sino también los patrones del ADN autosomal.